# Carlos Vidal
Carlos Vidal (n. 24 februarie 1902; d. 7 iunie 1982) a fost un jucător chilian de fotbal.
A jucat la Campionatul Mondial de Fotbal 1930. Era poreclit „El Zorro”.
La nivel de club a jucat pentru: Audax Italiano, Magallanes și Lota Schwager.